# Sandra Jimeno
Sandra Jimeno (* um 1975) ist eine peruanische Badmintonspielerin.

## Karriere
Sandra Jimeno nahm 1997, 1999 und 2001 an den Badminton-Weltmeisterschaften teil. 1999 siegte sie bei den Argentina International, 2002 bei den Carebaco-Meisterschaften. Auch national war sie mehrfach bei den Titelkämpfen erfolgreich.

## Sportliche Erfolge
| Saison | Veranstaltung           | Disziplin   | Platz | Name                           |
| ------ | ----------------------- | ----------- | ----- | ------------------------------ |
| 1999   | Weltmeisterschaft       | Mixed       | 33    | Guillermo Cox / Sandra Jimeno  |
| 1999   | Argentina International | Damendoppel | 1     | Sandra Jimeno / Doriana Rivera |
| 2001   | Weltmeisterschaft       | Damendoppel | 33    | Sandra Jimeno / Doriana Rivera |
| 2002   | Carebaco-Meisterschaft  | Damendoppel | 1     | Sandra Jimeno / Doriana Rivera |
| 2002   | Carebaco-Meisterschaft  | Dameneinzel | 1     | Sandra Jimeno                  |

## Referenzen
- http://web.archive.org/web/20120312004142/http://www.clubregatas.org.pe/julio2003/plumillas3.htm

| Personendaten    | Personendaten                  |
| ---------------- | ------------------------------ |
| NAME             | Jimeno, Sandra                 |
| KURZBESCHREIBUNG | peruanische Badmintonspielerin |
| GEBURTSDATUM     | um 1975                        |